# László Krasznahorkai
László Krasznahorkai (Gyula, 5 de janeiro de 1954) é um romancista e roteirista húngaro conhecido por romances difíceis e exigentes, frequentemente rotulados de pós-modernos, com temas distópicos e melancólicos. Várias de suas obras, notadamente seus romances Satantango (O Tango de Satanás,1985) e  Az ellenállás melankóliája ,(A melancolia da resistência) 1989, foram transformados em longas-metragens pelo diretor húngaro Béla Tarr .

## Biografia

### Infância e educação
Krasznahorkai nasceu em Gyula, Hungria, em 5 de janeiro de 1954, em uma família judia de classe média por parte de pai. Seu pai era György Krasznahorkai, advogado, e sua mãe, Júlia Pálinkás, administradora da previdência social.
Depois de concluir o ensino médio em 1972 na escola Erkel Ferenc, onde se especializou em latim, estudou direito de 1973 a 1976 na Universidade József Attila (JATE) (atual Universidade de Szeged) e de 1976 a 1978 na Universidade Eötvös Loránd (ELTE) (anteriormente Universidade de Budapeste).  Após concluir os estudos de direito, ele se formou em língua e literatura húngaras na ELTE.  Como requisito de seu trabalho de graduação, ele enviou uma tese formal sobre o trabalho e as experiências do escritor e jornalista húngaro Sándor Márai (1900–1989) depois que ele fugiu da Hungria em 1948 para escapar do regime comunista que tomou o poder após a Segunda Guerra Mundial (Márai viveu no exílio na Itália e mais tarde em San Diego, Califórnia).  Durante seus anos como estudante universitário em Budapeste, Krasznahorkai trabalhou na Gondolat Könyvkiadó, uma editora. Krasznahorkai recebeu seu diploma em 1983.

### Carreira como escritor
Desde que completou seus estudos universitários, Krasznahorkai se sustentou como autor independente. Quando, em 1985, sua primeira grande publicação, Satantango, alcançou sucesso, ele foi imediatamente colocado na vanguarda da vida literária húngara. O livro, um romance distópico ambientado em sua terra natal, a Hungria, é considerado sua obra mais famosa. Ele recebeu o prêmio de melhor livro traduzido em inglês em 2013.
Ele viajou para fora da Hungria comunista pela primeira vez em 1987, passando um ano em Berlim Ocidental como beneficiário de uma bolsa do DAAD. Desde o colapso do bloco soviético, morou em vários lugares. Em 1990, passou uma quantidade significativa de tempo no leste da Ásia. Ele baseou-se em suas experiências na Mongólia e na China ao escrever Az urgai fogoly (O prisioneiro de Urga) e a Rombolás és bánat az Ég alatt (Destruição e tristeza sob os céus). Ele voltou muitas vezes para a China.
Em 1993, seu romance Az ellenállás melankóliája (A Melancolia da Resistência) recebeu o prêmio alemão Bestenliste pelo melhor trabalho literário do ano. Em 1996, ele foi convidado do Wissenschaftskolleg em Berlim. Ao completar o romance Háború és háború (Guerra é Guerra), ele viajou muito em toda a Europa. O poeta americano Allen Ginsberg foi de grande ajuda na conclusão do trabalho; Krasznahorkai residiu por algum tempo no apartamento de Ginsberg em Nova York e descreveu os conselhos amigáveis do poeta como valiosos para dar vida ao livro.
Em 1996, 2000 e 2005, passou seis meses em Kyoto . Seu contato com a estética e a teoria literária do Extremo Oriente resultou em mudanças significativas em seu estilo de escrita e temas destacados. Ele retorna frequentemente à Alemanha e à Hungria, mas também passou períodos variados em vários outros países, incluindo Estados Unidos, Espanha, Grécia e Japão, inspirando seu romance Seiobo There Below, que venceu o Prêmio de Melhor Livro Traduzido em 2014.
A partir de 1985, o renomado diretor e amigo Béla Tarr fez filmes quase exclusivamente baseados nas obras de Krasznahorkai, incluindo Sátántangó e Werckmeister harmóniák (Harmonias de Wermeister). Krasznahorkai disse que o filme de 2011 " O cavalo de Turim" seria sua última colaboração.
Krasznahorkai recebeu elogios internacionais dos críticos. Susan Sontag descreveu-o como "o mestre húngaro do apocalipse contemporâneo que inspira comparação com Gogol e Melville ". WG Sebald observou: "A universalidade da visão de Krasznahorkai rivaliza com a das Almas Mortas de Gogol e ultrapassa em muito todas as preocupações menores da escrita contemporânea". Em 2015, ele recebeu o Prêmio Internacional Man Booker, o primeiro autor húngaro a receber esse prêmio .

### Vida pessoal
Depois de residir em Berlim, na Alemanha por vários anos, onde foi por seis meses professor convidado S. Fischer da Universidade Livre de Berlim, Krasznahorkai atualmente reside "como um recluso nas colinas de Szentlászló " na Hungria. Depois de se divorciar de sua primeira esposa, Anikó Pelyhe, com quem se casou em 1990, ele se casou com sua segunda esposa, Dóra Kopcsányi, sinologista e designer gráfica, em 1997.  Ele tem três filhos: Kata, Ágnes e Emma.

## Obras

### Livros
- 1985: Sátaántangó (O Tango de Satanás), romance.
- 1986: Kegyelmi viszonyok , contos.
- 1989: Az ellenállás melankóliája, ( Melancolia da resistência) romance.
- 1992: Az urgai fogoly
- 1993: A Théseus-általános , três palestras de ficção.
- 1998: Megjött Ézsaiás , conto
- 1999: Háború és háború, romance.
- 2001:Este hat; néhány szabad megnyitás , ensaios.
- 2003: Krasznahorkai Beszélgetések , entrevistas.
- 2003: Északról hegy, Délről tó, Nyugatról utak, Keletről folyó , novela.
- 2004: Rombolás és bánat az Ég alatt , romance.
- 2008: Seiobo járt odalent  romance.
- 2009: Az utolsó farkas, conto.
- 2010: Állatvanbent , juntamente com Max Neumann, colagem de prosa e fotos.
- 2012:Nem kérdez, nem válaszol. Huszonöt beszélgetés ugyanarról. , entrevistas.
- 2013: Megy a világ , contos..
- 2013: "The Bill", conto.
- 2016:  Báró Wenckheim hazatér .
- 2017: The Manhattan Project, um diário literário com um ensaio fotográfico.
- 2018:Aprómunka egy palotaért , novela.
- 2019: Mindig Homérosznak, novela.

### Roteiros para filmes
- 1988: Damnation ( Kárhozat ), dirigido por Béla Tarr .
- 1994: Sátántangó, dirigido por Béla Tarr .
- 1997–2001: Werckmeister Harmonies ( Werckmeister harmóniák ), dirigido por Béla Tarr .
- 2007: O Homem de Londres ( A Londoni férfi ), dirigido por Béla Tarr .
- 2011: O cavalo de Turim ( A torinói ló ), dirigido por Béla Tarr .

### Coleções e estudos críticos
- 2013: Music & Literature No. 2, edição especial da revista, com textos de Krasznahorkai e ensaios sobre seu trabalho de Béla Tarr e Max Neumann.[16]